# تحقيق مع مواطنة (فلم)
تحقيق مع مواطنة فيلم مصري تم إنتاجه 1993، من إخراج هنري بركات و بطولة سهير رمزي و فاروق الفيشاوي و محمود الجندي.

## القصة
تدور أحداث الفلم حول نادية (سهير رمزي) التي تقوم بإخفاء توفيق (فاروق الفيشاوي) الخارج عن القانون، بعد أن يجبرها على مساعدته، وتتوالى الأحداث، وتكتشف الشرطة ذلك، فيتم القبض على (نادية) للتحقيق معها، ويظل (توفيق) هاربا معذبا بين تأنيب الضمير وأمل النجاة بنفسه من السجن.

## تمثيل
- سهير رمزي
- فاروق الفيشاوي
- محمود الجندي
- حسن حسني
- مريم فخر الدين
- خليل مرسي
- أشرف عبد الباقي